# Aphonopelma chalcodes
Aphonopelma chalcodes é uma espécie de aranha pertencente à família Theraphosidae (tarântulas).